# بیل رمزی (خواننده)
بیل رمزی (انگلیسی: Bill Ramsey؛ زادهٔ ۱۷ آوریل ۱۹۳۱ – ۲ ژوئیه ۲۰۲۱) بازیگر، خواننده، و خبرنگار اهل آلمان بود.

## مرگ
رمزی در دوم ژوئیه ۲۰۲۱ در خانه خود در هامبورگ در سن ۹۰ سالگی و براثر کهولت سن درگذشت.